# Sphinctus nigrithorax
Sphinctus nigrithorax là một loài tò vò trong họ Ichneumonidae.